# Bassiano
Bassiano là một đô thị ở tỉnh Latina trong vùng Lazio của Ý, cự ly khoảng 60 km về phía đông nam Roma và khoảng 14 km về phía đông bắc Latina. Tại thời điểm 31 tháng 12 năm 2004, đô thị này có dân số 1.664 người và diện tích 31,6 km².
Bassiano giáp các đô thị sau: Carpineto Romano, Norma, Sermoneta, Sezze.